# Società Polisportiva Giulianova 1972-1973
Questa voce raccoglie le informazioni riguardanti la Società Polisportiva Giulianova nelle competizioni ufficiali della stagione 1972-1973.

## Rosa
| N. |                   | Ruolo | Calciatore            |
| -- | ----------------- | ----- | --------------------- |
|    | Italia (bandiera) | D     | Alfiero Agostinelli   |
|    | Italia (bandiera) | A     | Gabriele Alessandrini |
|    | Italia (bandiera) | D     | Arturo Bertuccioli    |
|    | Italia (bandiera) | P     | Gianni Candussi       |
|    | Italia (bandiera) | A     | Alfredo Canzanese     |
|    | Italia (bandiera) | D     | Giancarlo Carloni     |
|    | Italia (bandiera) | D     | Luigi Caucci          |
|    | Italia (bandiera) | A     | Roberto Ciccotelli    |
|    | Italia (bandiera) | A     | Sergio Conte          |
|    | Italia (bandiera) | C     | Renato Curi           |
|    | Italia (bandiera) | A     | Antonio D'Addosio     |

| N. |                   | Ruolo | Calciatore         |
| -- | ----------------- | ----- | ------------------ |
|    | Italia (bandiera) | D     | Angelo Erbaggi     |
|    | Italia (bandiera) | D     | Renato Falcomer    |
|    | Italia (bandiera) | D     | Francesco Giorgini |
|    | Italia (bandiera) | C     | Pasquale Iachini   |
|    | Italia (bandiera) | D     | Giuseppe Lelj      |
|    | Italia (bandiera) | A     | Raoul Mannino      |
|    | Italia (bandiera) | A     | Giuseppe Santonico |
|    | Italia (bandiera) | P     | Franco Tancredi    |
|    | Italia (bandiera) | P     | Emilio Tuccella    |
|    | Italia (bandiera) | C     | Roberto Vernisi    |

## Risultati

### Serie C

#### Girone di andata
| 17 settembre 1972 1ª giornata | Viareggio | 0 – 0 | Giulianova |  |

| 24 settembre 1972 2ª giornata | Giulianova | 0 – 1 | Ravenna |  |

| 1 ottobre 1972 3ª giornata | Livorno | 0 – 1 | Giulianova |  |

| 8 ottobre 1972 4ª giornata | Giulianova | 0 – 0 | Rimini |  |

| 15 ottobre 1972 5ª giornata | Anconitana | 1 – 0 | Giulianova |  |

| 22 ottobre 1972 6ª giornata | Giulianova | 1 – 0 | Spezia |  |

| 29 ottobre 1972 7ª giornata | Aquila Montevarchi | 2 – 1 | Giulianova |  |

| 5 novembre 1972 8ª giornata | Giulianova | 2 – 0 | Massese |  |

| 12 novembre 1972 9ª giornata | Viterbese | 1 – 3 | Giulianova |  |

| 19 novembre 1972 10ª giornata | Giulianova | 3 – 0 | Sambenedettese |  |

| 26 novembre 1972 11ª giornata | Modena | 0 – 0 | Giulianova |  |

| 3 dicembre 1972 12ª giornata | Giulianova | 0 – 0 | SPAL |  |

| 10 dicembre 1972 13ª giornata | Maceratese | 0 – 1 | Giulianova |  |

| 17 dicembre 1972 14ª giornata | Prato | 2 – 2 | Giulianova |  |

| 24 dicembre 1972 15ª giornata | Giulianova | 2 – 0 | Torres |  |

| 7 gennaio 1973 16ª giornata | Giulianova | 0 – 0 | Olbia |  |

| 14 gennaio 1973 17ª giornata | Pisa | 1 – 0 | Giulianova |  |

| 21 gennaio 1973 18ª giornata | Lucchese | 2 – 0 | Giulianova |  |

| 28 gennaio 1973 19ª giornata | Giulianova | 1 – 0 | Empoli |  |

#### Girone di ritorno
| 4 febbraio 1973 20ª giornata | Giulianova | 1 – 1 | Viareggio |  |

| 11 febbraio 1973 21ª giornata | Ravenna | 2 – 0 | Giulianova |  |

| 18 febbraio 1973 22ª giornata | Giulianova | 1 – 0 | Livorno |  |

| 25 febbraio 1973 23ª giornata | Rimini | 0 – 0 | Giulianova |  |

| 11 marzo 1973 24ª giornata | Giulianova | 1 – 0 | Anconitana |  |

| 18 marzo 1973 25ª giornata | Spezia | 0 – 0 | Giulianova |  |

| 25 marzo 1973 26ª giornata | Giulianova | 1 – 0 | Aquila Montevarchi |  |

| 1 aprile 1973 27ª giornata | Massese | 1 – 1 | Giulianova |  |

| 8 aprile 1973 28ª giornata | Giulianova | 2 – 0 | Viterbese |  |

| 15 aprile 1973 29ª giornata | Sambenedettese | 0 – 2 | Giulianova |  |

| 22 aprile 1973 30ª giornata | Giulianova | 0 – 0 | Modena |  |

| 29 aprile 1973 31ª giornata | SPAL | 0 – 0 | Giulianova |  |

| 6 maggio 1973 32ª giornata | Giulianova | 1 – 0 | Maceratese |  |

| 13 maggio 1973 33ª giornata | Giulianova | 4 – 0 | Prato |  |

| 20 maggio 1973 34ª giornata | Torres | 0 – 1 | Giulianova |  |

| 27 maggio 1973 35ª giornata | Olbia | 0 – 0 | Giulianova |  |

| 3 giugno 1973 36ª giornata | Giulianova | 1 – 0 | Pisa |  |

| 10 giugno 1973 37ª giornata | Giulianova | 1 – 0 | Lucchese |  |

| 17 giugno 1973 38ª giornata | Empoli | 2 – 0 | Giulianova |  |

### Coppa Italia Semiprofessionisti

#### Fase eliminatoria a gironi
| 23 agosto 1972 1ª giornata - Girone O | Giulianova | 1 – 0 | Chieti |  |

| 27 agosto 1972 2ª giornata - Girone O | Pro Vasto | 1 – 1 | Giulianova |  |

| 30 agosto 1972 3ª giornata - Girone O | Teramo | 1 – 2 | Giulianova |  |

| 3 settembre 1972 4ª giornata - Girone O | Chieti | 1 – 0 | Giulianova |  |

| 6 settembre 1972 5ª giornata - Girone O | Giulianova | 2 – 1 | Pro Vasto |  |

| 10 settembre 1972 6ª giornata - Girone O | Giulianova | 2 – 1 | Teramo |  |

#### Fase finale
| 1º novembre 1972 Ottavi di finale - Andata | Ravenna | 1 – 1 | Giulianova |  |

| 7 marzo 1973 Ottavi di finale - Ritorno | Giulianova | 1 – 0 (d.t.s.) | Ravenna |  |

| 25 aprile 1973 Quarti di finale - Andata | Giulianova | 1 – 0 | Latina |  |

| 31 maggio 1973 Quarti di finale - Ritorno | Latina | 0 – 0 | Giulianova |  |

| 21 giugno 1973 Semifinale - Andata | Giulianova | 1 – 1 | Avellino |  |

| 24 giugno 1973 Semifinale - Ritorno | Avellino | 1 – 0 | Giulianova |  |